# Formicarius nigricapillus
Formicarius nigricapillus là một loài chim trong họ Formicariidae.